# Adi Hütter
Adolf „Adi“ Hütter (* 11. Februar 1970 in Hohenems) ist ein österreichischer Fußballtrainer und ehemaliger -spieler.

## Spielerkarriere
Hütter spielte in der Jugend Fußball beim SCR Altach. Von 1989 bis 1993 lief der zentrale Mittelfeldspieler für die Herren-Teams des Grazer AK, des Linzer ASK und des SCR Altach auf. 1993 wechselte er zum SV Austria Salzburg. Mit der Mannschaft wurde er in den Saisons 1993/94, 1994/95 und 1995/96 Meister der Bundesliga und gewann dreimal den ÖFB-Supercup.
In der Saison 1993/94 zog er mit Salzburg ins UEFA-Cup-Finale ein und unterlag dort Inter Mailand zweimal mit 0:1. Dabei war Hütter sowohl in dieser UEFA-Cup-Saison als auch in den folgenden Champions-League- und Meisterschaftsspielen ein Leistungsfaktor der Salzburger Mannschaft. Mit seinen Toren, oftmals resultierend aus Weitschüssen, spielte er sich auch in die österreichische Fußballnationalmannschaft, für die er insgesamt in 14 Länderspielen auflief und drei Tore erzielte.
Im Jahr 2000 ging Hütter zurück zum Grazer AK, mit dem er den ÖFB-Cup 2001/02 gewann. Nach zwei Jahren wechselte der Vorarlberger zur Kapfenberger SV in die ersten Liga und war dort drei Spielzeiten lang aktiv, brachte es auf 91 Meisterschaftseinsätze und 17 -tore und wurde mit dem Team 2004/05 Vizemeister der zweitklassigen Ersten Liga. Zu Beginn der Saison 2005/06 wechselte er zur Amateurmannschaft des FC Red Bull Salzburg mit damaligem Spielbetrieb in der drittklassigen Regionalliga West. Hier war er Führungsspieler und gewann mit der Mannschaft 2006/07 die Meisterschaft der Regionalliga West, was gleichzeitig den Aufstieg in die zweitklassige Erste Liga bedeutete. Wegen einer hartnäckigen Entzündung an der Achillessehne beendete Hütter am 20. August 2007 seine aktive Karriere und entschied sich, fortan als Trainer zu arbeiten.

## Trainerkarriere

### Anfänge
Direkt nach seinem Karriereende als Spieler wurde Hütter Co-Trainer bei den Red Bull Juniors. Er übte das Amt gemeinsam mit Gerald Baumgartner und war für das Spezialtraining zuständig. In der Saison 2008/09 war er Cheftrainer der Red Bull Juniors.

### Über Altach nach Grödig
Zur Saison 2009/10 übernahm Hütter den aus der Bundesliga abgestiegenen SCR Altach mit dem Ziel, den Verein zum direkten Wiederaufstieg zu führen. In der Saison 2009/10 erreichte er mit Altach den dritten Platz in der Liga, die Folgesaison wurde auf Platz zwei abgeschlossen, somit wurde der Aufstieg in Hütters ersten beiden Spielzeiten jeweils knapp verpasst. Ende März 2012, acht Spieltage vor Ende der Saison 2011/12, rangierte Altach erneut auf Rang zwei in der Liga. Nach einer 0:2-Niederlage gegen den Abstiegskandidaten First Vienna FC am 3. April 2012 wurde Hütter vom Verein freigestellt, da die Vereinsführung das geforderte Ziel des Aufstiegs in Gefahr sah. Als Hütters Nachfolger wurde Edi Stöhr präsentiert, der Aufstieg wurde aber dennoch verpasst und Altach beendete die Saison erneut auf Platz zwei.
Wenige Tage nach der Entlassung bei Altach gab der Ligakonkurrent SV Grödig bekannt, dass Hütter zur Saison 2012/13 Cheftrainer wird. Er unterschrieb als Nachfolger von Heimo Pfeifenberger einen Zweijahresvertrag. In seiner ersten Saison bei Grödig wurde er mit dem Verein Zweitligameister und sicherte somit den Aufstieg in die Bundesliga. In der  Spielzeit 2013/14, seiner ersten Saison als Trainer in der Bundesliga, führte er Grödig nach einem 3:3-Unentschieden am letzten Spieltag gegen Wacker Innsbruck auf den dritten Platz in der Liga und erreichte damit die Qualifikation für die Europa League. Grödig bot ihm am Ende der Saison einen neuen Vertrag an, Hütter lehnte das Angebot jedoch ab und verließ den Verein im Sommer 2014.

### FC Red Bull Salzburg

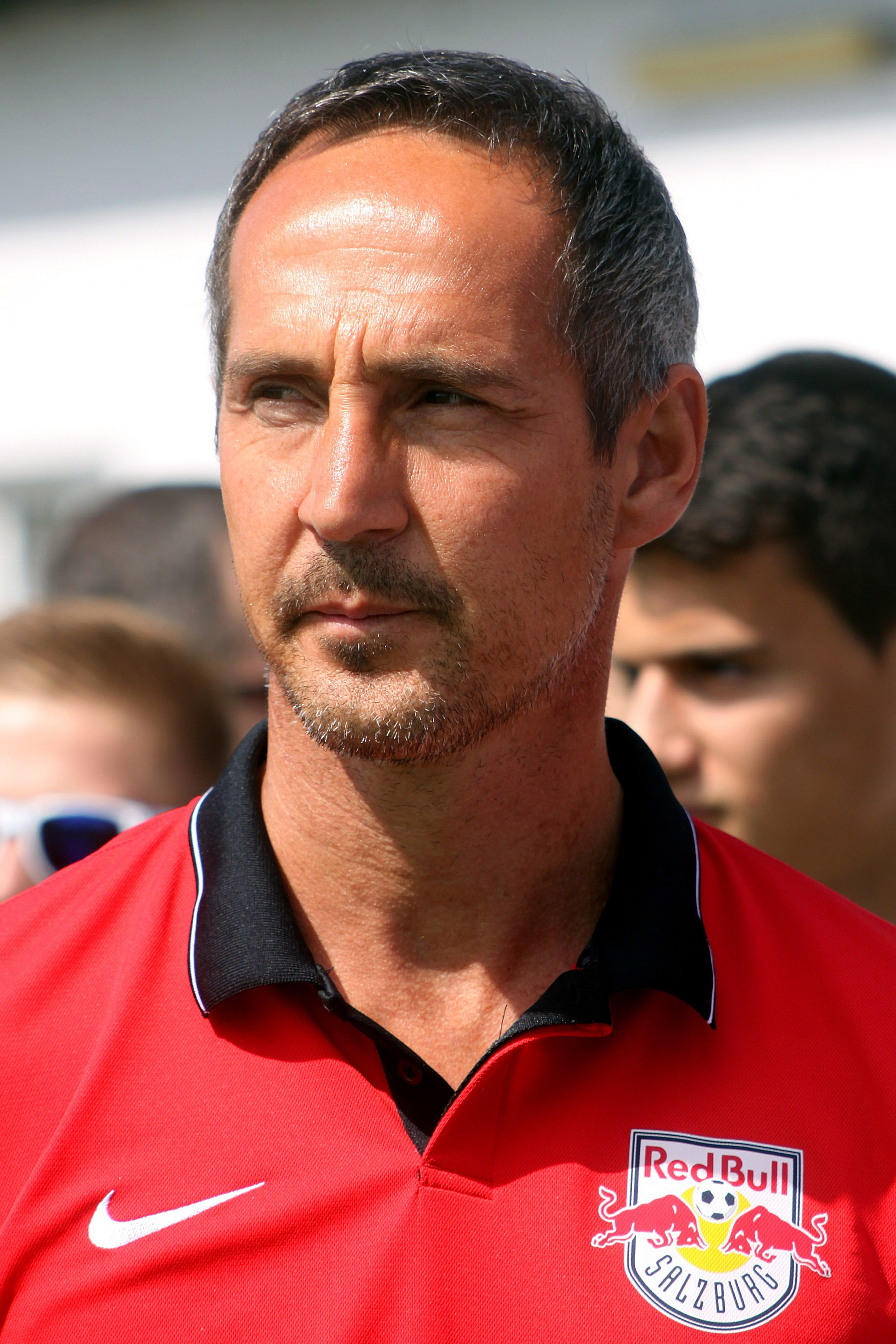
Adi Hütter (2014)

Zur Saison 2014/15 wurde Hütter Cheftrainer des FC Red Bull Salzburg. Er folgte auf Roger Schmidt, der zu Bayer 04 Leverkusen wechselte. Hütter gewann mit der Mannschaft in seiner ersten Saison die Meisterschaft und den ÖFB-Cup. Trotz dieser Erfolge vereinbarte Hütter mit dem Sportdirektor Ralf Rangnick eine einvernehmliche Trennung zum Saisonende, da nach Hütters Ansicht die Mannschaft für die nächste Saison an Qualität verloren habe, nachdem wichtige Spieler verkauft wurden.

### BSC Young Boys
Im September 2015 wurde Hütter als neuer Trainer des BSC Young Boys aus Bern vorgestellt. Nachdem er mit YB zweimal Vizemeister geworden war, führte er die Berner in der Saison 2017/18 zur ersten Meisterschaft seit 32 Jahren. Er durchbrach dadurch die Siegesserie des FC Basel, der zuvor acht Meistertitel in Serie gewann. Hütter erreichte mit den Young Boys auch das Finale des Schweizer Cups 2017/18, das mit 1:2 gegen den FC Zürich verloren ging.

### Eintracht Frankfurt

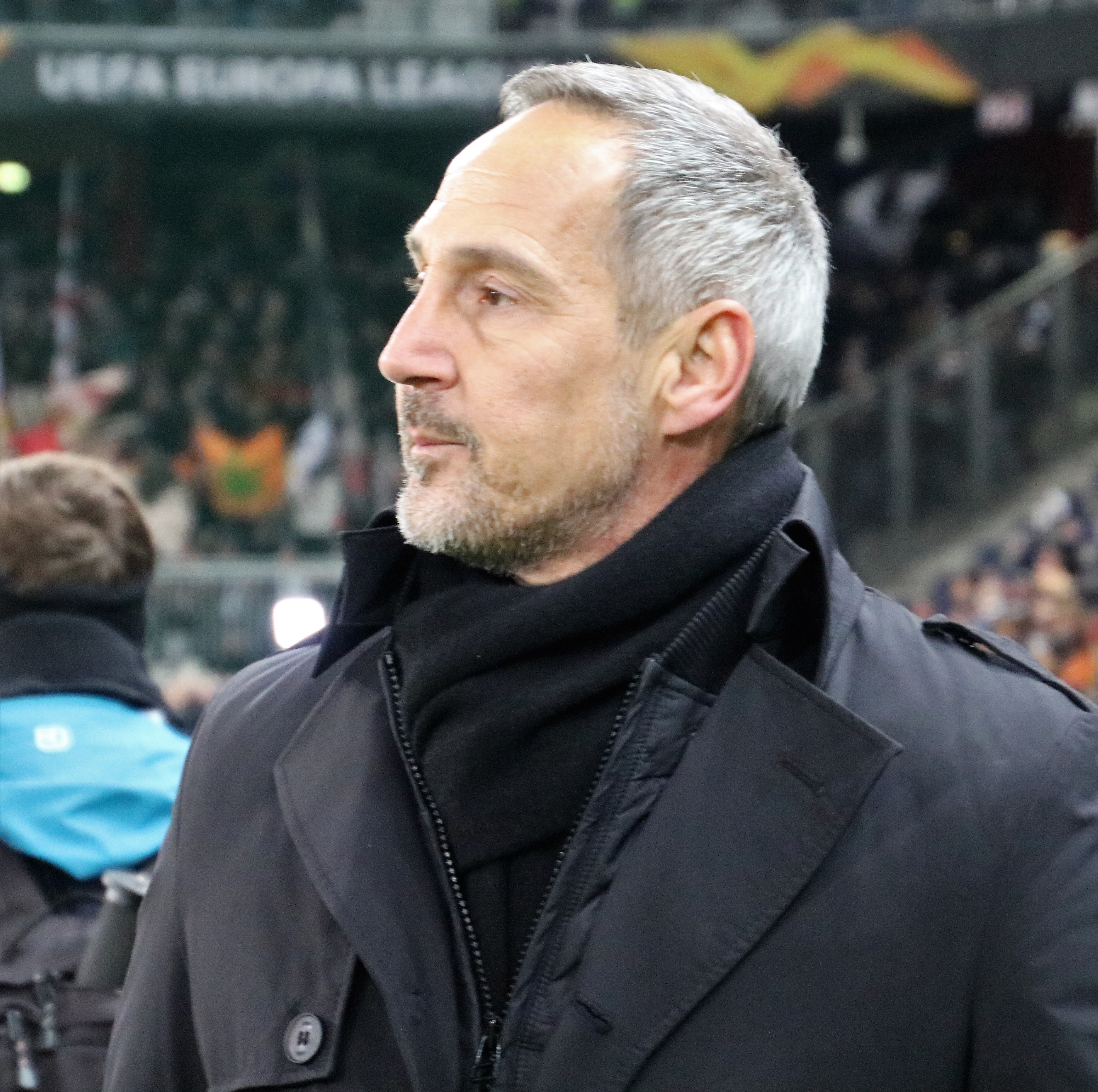
Adi Hütter (2020)

Zur Spielzeit 2018/19 wurde Hütter als Nachfolger von Niko Kovač Trainer beim Bundesligisten Eintracht Frankfurt. Der Vertrag galt zunächst bis zum 30. Juni 2021. Der Start verlief holprig, denn Hütter verlor mit der Eintracht am 12. August 2018 sein erstes Pflichtspiel im DFL-Supercup gegen den FC Bayern München mit 0:5, und in der 1. Hauptrunde des DFB-Pokals schied seine Mannschaft gegen den Viertligisten SSV Ulm 1846 aus. Nach einigen Spielen fing sich jedoch die Eintracht. Von September bis November 2018 war die Mannschaft in elf Pflichtspielen ungeschlagen, eine ähnliche Serie gelang in der zweiten Saisonhälfte. Als erste deutsche Mannschaft gewann Frankfurt alle sechs Gruppenspiele in der Europa League. Seine Mannschaft spielte sich bis in das Halbfinale, in dem sie im Elfmeterschießen gegen den FC Chelsea unterlag. Am Saisonende 2018/19 schloss die Eintracht die Bundesliga mit 54 Punkten auf dem siebten Tabellenplatz ab und erreichte damit die Europa-League-Qualifikationsrunde. Hütter wurde bei der jährlichen Leserumfrage der Bild zum Trainer des Jahres gewählt, Frankfurt zur Mannschaft des Jahres. Auch von der Vereinigung der Vertragsfußballspieler wurde er zum Trainer des Jahres gewählt.
In der Saison 2019/20 belegten die Frankfurter mit 45 Punkten den neunten Tabellenplatz. Im DFB-Pokal erreichte die Mannschaft das Halbfinale und scheiterte dort auswärts am FC Bayern München (1:2). In der Europa League drang die Eintracht unter anderem nach einem 2:1-Auswärtssieg beim FC Arsenal mit 9 Punkten als Gruppenzweiter in die Runde der letzten 32 vor und setzte sich dort gegen den FC Salzburg durch (4:1 und 2:2). Im Achtelfinale schied die Mannschaft mit zwei Niederlagen gegen den FC Basel aus (0:3 und 0:1).
Vor der Spielzeit 2020/21 wurde der Vertrag mit Hütter sowie seinen beiden Co-Trainern vorzeitig um zwei Jahre bis 2023 verlängert. Während der Saison stand seine Mannschaft lange auf einem Champions-League-Platz, die Saison wurde letztlich auf dem fünften Platz beendet, welcher die erneute Qualifikation zur Europa League bedeutete.

### Borussia Mönchengladbach
Zur Saison 2021/22 wechselte Hütter unter Nutzung einer Ausstiegsklausel zum Ligakonkurrenten Borussia Mönchengladbach und folgte dort auf Marco Rose, der – ebenfalls per Ausstiegsklausel – zu Borussia Dortmund wechselte. Der 51-Jährige unterschrieb Mitte April 2021 einen Vertrag mit einer Laufzeit bis zum 30. Juni 2024. Unter Hütter blieb die Mannschaft hinter den Erwartungen zurück und schloss die Hinrunde mit 19 Punkten auf dem 14. Platz ab, wobei der Vorsprung auf einen direkten Abstiegsplatz nur 3 Punkte betrug. Unter anderem verlor man am 14. Spieltag zu Hause mit 0:6 gegen den SC Freiburg. Ein Highlight der Hinrunde war ein 5:0-Sieg gegen den FC Bayern München in der 2. Hauptrunde des DFB-Pokals. In der Rückrunde stabilisierten sich die Leistungen, sodass man in der Rückrundentabelle den 7. Platz belegte. Im DFB-Pokal schied Borussia Mönchengladbach jedoch im Achtelfinale gegen den Zweitligisten Hannover 96 aus. Die Saison wurde schließlich mit 45 Punkten auf dem 10. Platz im gesicherten Mittelfeld beendet. Am letzten Spieltag gab der Verein die einvernehmliche Trennung von Hütter bekannt.

### AS Monaco
Mitte 2023 unterschrieb Hütter beim AS Monaco einen Zweijahresvertrag. Mit einem monatlichen Gehalt von rund 250.000 Euro war er der am zweitbesten bezahlte Trainer der Ligue 1 in der Saison 2023/24. Er führte den Verein in dieser Saison zur Vizemeisterschaft der Ligue 1, wodurch sich der Verein zum ersten Mal seit 2018/19 für die Gruppenphase der Champions League qualifizierte. Anfang Januar 2024 wurde die vorzeitige Verlängerung des Vertrages in Monaco bis zum 30. Juni 2026 bekanntgegeben.

## Titel und Auszeichnungen

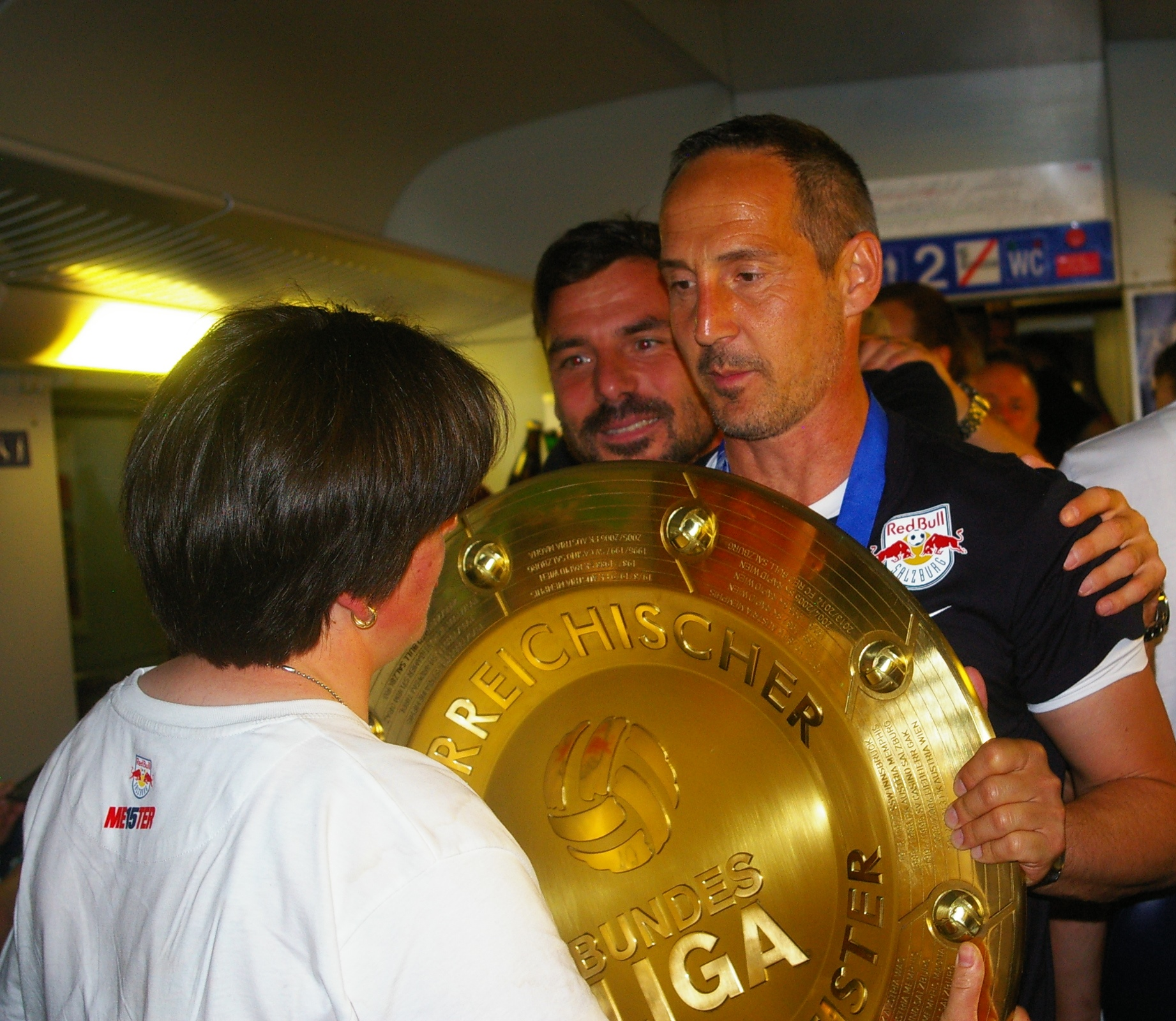
Hütter mit dem „Meisterteller“ (2015)

### Als Spieler
- Österreichischer Meister (3): 1994, 1995, 1997 (alle SV Austria Salzburg)
- Österreichischer Cupsieger: 2002 (Grazer AK)
- Österreichischer Supercupsieger (3): 1994, 1995, 1997 (alle SV Austria Salzburg)

### Als Trainer
Österreich
- Meister: 2015 (FC Red Bull Salzburg)
- Cupsieger: 2015 (FC Red Bull Salzburg)
- Zweitligameister und Aufstieg in die Bundesliga: 2013 (SV Grödig)

Schweiz
- Meister: 2018 (BSC Young Boys)

### Persönliche Auszeichnungen
- Vorarlbergs Trainer des Jahres (6): 2010, 2011, 2013, 2016, 2017, 2018
- Leonidas (Trainer des Jahres, ausgezeichnet von den Salzburger Nachrichten): 2015
- VDV-Trainer des Jahres (2): 2018/19, 2020/21

## Persönliches
Hütter ist verheiratet und Vater einer Tochter. Seinen Vornamen erhielt er in Gedenken an seinen mit 27 Jahren früh verstorbenen Onkel, der in einer Steinlawine ums Leben kam. Hütters Großmutter überredete damals die Eltern, ihren Sohn Adolf zu nennen. Allerdings wird er immer schon mit der Kurzform Adi gerufen. Hütter ist ebenfalls Namensgeber und Patron des „Adi Hütter Campus“, welches vom Fußballverein SCR Altach als Nachwuchscamp genutzt wird.